# Herrarnas tvåa med styrman i rodd vid olympiska sommarspelen 1980
Herrarnas tvåa med styrman i rodd vid olympiska sommarspelen 1980 avgjordes mellan den 20 och 27 juli 1980. Grenen hade totalt 33 deltagare från 11 länder.

## Medaljörer
| Gren             | Guld                                                                       | Silver                                                                          | Brons                                                         |
| Tvåa med styrman | Östtyskland Harald Jährling Friedrich-Wilhelm Ulrich Georg Spohr (styrman) | Sovjetunionen Viktor Pereverzev Gennadij Krjutjkin Aleksandr Lukjanov (styrman) | Jugoslavien Duško Mrduljaš Zlatko Celent Josip Reic (styrman) |

## Resultat

### Heat

#### Heat 1
| Placering | Roddare                                                  | Land      | Tid     |
| --------- | -------------------------------------------------------- | --------- | ------- |
| 1         | Petre Ceapura Gabriel Bularda Ladislau Lovrenschi        | Rumänien  | 7:50,12 |
| 2         | Tsvetan Petkov Rumen Hristov Todor Kisjev                | Bulgarien | 7:58,31 |
| 3         | Antonio Dell'Aquila Giuseppe Abbagnale Giuseppe Di Capua | Italien   | 7:59,39 |
| 4         | Serge Fornara Hervé Bourquel Jean-Pierre Huguet-Balent   | Frankrike | 8:09,11 |
| 5         | Denis Rice Christopher O'Brien Liam Williams             | Irland    | 8:13,16 |
| 6         | Danilo Mora Alfredo Valladares Silvio Rosabal            | Kuba      | 8:28,82 |

#### Heat 2
| Placering | Roddare                                                 | Land            | Tid     |
| --------- | ------------------------------------------------------- | --------------- | ------- |
| 1         | Harald Jährling Friedrich-Wilhelm Ulrich Georg Spohr    | Östtyskland     | 7:32,89 |
| 2         | Viktor Pereverzev Gennadij Krjutjkin Aleksandr Lukjanov | Sovjetunionen   | 7:38,49 |
| 3         | Duško Mrduljaš Zlatko Celent Josip Reić                 | Jugoslavien     | 7:39,39 |
| 4         | James MacLeod Neil Christie David Webb                  | Storbritannien  | 7:42,39 |
| 5         | Josef Plamínek Milan Škopek Oldřich Hejdušek            | Tjeckoslovakien | 7:47,71 |

### Återkval

#### Heat 1
| Placering | Roddare                                       | Land           | Tid     |
| --------- | --------------------------------------------- | -------------- | ------- |
| 1         | Duško Mrduljaš Zlatko Celent Josip Reić       | Jugoslavien    | 7:19,22 |
| 2         | Tsvetan Petkov Rumen Hristov Todor Kisjev     | Bulgarien      | 7:25,77 |
| 3         | James MacLeod Neil Christie David Webb        | Storbritannien | 7:29,97 |
| 4         | Denis Rice Christopher O'Brien [[ ]]          | Irland         | 7:35,65 |
| 5         | Danilo Mora Alfredo Valladares Silvio Rosabal | Kuba           | 7:52,87 |

#### Heat 2
| Placering | Roddare                                                  | Land            | Tid     |
| --------- | -------------------------------------------------------- | --------------- | ------- |
| 1         | Viktor Pereverzev Gennadij Krjutjkin Aleksandr Lukjanov  | Sovjetunionen   | 7:15,38 |
| 2         | Josef Plamínek Milan Škopek Oldřich Hejdušek             | Tjeckoslovakien | 7:21,52 |
| 3         | Antonio Dell'Aquila Giuseppe Abbagnale Giuseppe Di Capua | Italien         | 7:27,93 |
| 4         | Serge Fornara Hervé Bourquel Jean-Pierre Huguet-Balent   | Frankrike       | 7:41,29 |

### Finaler

#### A-final
| Placering | Roddare                                                 | Land            | Tid     |
| --------- | ------------------------------------------------------- | --------------- | ------- |
| 1         | Harald Jährling Friedrich-Wilhelm Ulrich Georg Spohr    | Östtyskland     | 7:02,54 |
| 2         | Viktor Pereverzev Gennadij Krjutjkin Aleksandr Lukjanov | Sovjetunionen   | 7:03,35 |
| 3         | Duško Mrduljaš Zlatko Celent Josip Reić                 | Jugoslavien     | 7:04,92 |
| 4         | Petre Ceapura Gabriel Bularda Ladislau Lovrenschi       | Rumänien        | 7:07,17 |
| 5         | Tsvetan Petkov Rumen Hristov Todor Kisjev               | Bulgarien       | 7:09,21 |
| 6         | Josef Plamínek Milan Škopek Oldřich Hejdušek            | Tjeckoslovakien | 7:09,41 |

#### B-final
| Placering | Roddare                                                  | Land           | Tid     |
| --------- | -------------------------------------------------------- | -------------- | ------- |
| 7         | Antonio Dell'Aquila Giuseppe Abbagnale Giuseppe Di Capua | Italien        | 7:18,87 |
| 8         | Serge Fornara Hervé Bourquel Jean-Pierre Huguet-Balent   | Frankrike      | 7:21,27 |
| 9         | James MacLeod Neil Christie David Webb                   | Storbritannien | 7:23,18 |
| 10        | Danilo Mora Alfredo Valladares Silvio Rosabal            | Kuba           | 7:47,57 |